# Nate Darling
Nathan Joseph Darling (30 de agosto de 1998) é um canadense jogador de basquete do Charlotte Hornets da National Basketball Association (NBA) e do Greensboro Swarm da G-League.
Ele jogou basquete universitário na Universidade do Alabama em Birmingham e na Universidade de Delaware.

## Carreira no ensino médio
Darling estudou na DeMatha Catholic High School e foi companheiro de equipe de Markelle Fultz e Chase Young.

## Carreira universitária
Darling começou sua carreira universitária na Universidade do Alabama em Birmingham e teve média de 2,5 pontos. Em seu segundo ano, ele teve média de 10,1 pontos. Após a temporada, ele decidiu se transferir para a Universidade de Delaware.
Em 14 de dezembro de 2019, Darling marcou 29 pontos contra Villanova em uma derrota por 78-70. Em seu terceiro ano, Darling teve média de 21 pontos. Ele foi selecionado para a Primeira-Equipe da Colonial Athletic Association (CAA). Após a temporada, ele se declarou para o Draft da NBA de 2020, mantendo a qualificação universitária. No entanto, em 3 de agosto, ele anunciou que continuaria no draft e se profissionalizaria.

## Carreira profissional
Depois de não ter sido selecionado no Draft da NBA de 2020, Darling assinou um contrato bidirecional com o Charlotte Hornets. De acordo com os termos do acordo, ele dividirá o tempo entre os Hornets e o seu afiliado na G-League, o Greensboro Swarm. Isso o une ao assistente técnico canadense Jay Triano.
Ele fez sua estreia na NBA em 13 de março de 2021 contra o Toronto Raptors e se tornou o primeiro jogador nascido na Nova Escócia na história da NBA.

## Estatísticas da carreira

### Universidade
| Ano      | Equipe   | PJ                     | PT                     | MPJ                    | AP                     | 3P                     | LL                     | RT                     | AS                     | BR                     | TO                     | PPJ                    |
| -------- | -------- | ---------------------- | ---------------------- | ---------------------- | ---------------------- | ---------------------- | ---------------------- | ---------------------- | ---------------------- | ---------------------- | ---------------------- | ---------------------- |
| 2016–17  | UAB      | 30                     | 1                      | 9.4                    | .491                   | .462                   | .500                   | .5                     | .5                     | .1                     | .0                     | 2.5                    |
| 2017–18  | UAB      | 33                     | 31                     | 28.0                   | .477                   | .409                   | .830                   | 3.0                    | 2.8                    | .4                     | .3                     | 10.1                   |
| 2018–19  | Delaware | Não jogou na temporada | Não jogou na temporada | Não jogou na temporada | Não jogou na temporada | Não jogou na temporada | Não jogou na temporada | Não jogou na temporada | Não jogou na temporada | Não jogou na temporada | Não jogou na temporada | Não jogou na temporada |
| 2019–20  | Delaware | 32                     | 32                     | 38.3                   | .446                   | .399                   | .854                   | 3.9                    | 2.8                    | .8                     | .2                     | 21.0                   |
| Carreira | Carreira | 95                     | 64                     | 25.2                   | .471                   | .423                   | .728                   | 2.4                    | 2.0                    | 0.4                    | 0.1                    | 11.2                   |